# Кубрімахі
Кубрімахі (рос. Кубримахи) — село Акушинського району, Дагестану Росії. Входить до складу муніципального утворення Сільрада Нацинська.
Населення — 17 (2010).

## Населення
За даними перепису населення 2002 року в селі мешкало 19 осіб. В тому числі 5 (26,32 %) чоловіків та 14 (73,68 %) жінок.
Переважна більшість мешканців — даргинці (100 % від усіх мешканців). У селі переважає сирхінсько-тантинська мова.